# Alexandre Taliercio
Alexandre Taliercio, né le 28 février 1978 à Bordeaux, est un animateur et producteur de télévision français.

## Biographie
Alexandre Taliercio est né en 1978 à Bordeaux. Ses parents sont des pieds-noirs rapatriés d’Algérie à l’indépendance. Il est écolier à Paofai (un quartier de Papeete) puis poursuit sa scolarité au collège de Tipaerui.
Animateur et producteur de télévision en Polynésie française, il présente depuis 1998 à l'antenne des principales chaînes de télévision locales (RFO Télé Polynésie et TNTV), et depuis 2004 en Métropole sur le câble et la TNT (RFO Sat, France Ô et Paris Première) diverses émissions de type Talk Show et des grands divertissements.
Il est le créateur de l'élection de Mister Tahiti, diffusée en 2007 sur Paris Première.
Sa société de production Megasmedia obtient de mars 2008 à mars 2010 la concession de la marque Mister France.
1993 : Dès l’âge de 15 ans il anime diverses émissions sur la bande FM locale, et se fait remarquer en 1997 par Jean-Marie Cavada (alors PDG de RFO). Ce dernier fait en sorte qu’on lui confie l'animation de diverses chroniques radio et surtout celle d'une nouvelle émission télévisée mensuelle en prime time enregistrée dans les conditions du direct : « Amphi 2000 ».
1998 : À tout juste 20 ans, RFO lui confie ensuite « STUDIO 5 », un magazine "touche à tout" quotidien en access prime time et en direct.
1999 : NRJ Tahiti souhaite son retour à temps complet sur la bande FM en tant que Responsable de l'Information de la Promotion et du Multimédia, pour y présenter notamment info et magazines.
En 2001 il produit la première élection de « Mister Tahiti ». Il envisage de faire carrière en métropole mais déclare : « Mais tu sais quoi ? On est quand même bien ici ! », « Je préfère être la star de mon village que l’inconnu d’une grande ville… Et encore, je ne fais même pas ça pour être une star, je le fais juste parce que je suis à l’aise là-dedans depuis que je suis gamin. ».
En 2002 : le Comité Mister France le nomme Directeur Opérationnel, chargé du Développement et de la Communication, Fonction qu'il occupera entre Paris et Papeete jusqu’en décembre 2004. Il collabore à la mise en place de la finale nationale de Mister France diffusée sur TF1 en juin 2003 et présentée par Laurence Boccolini.
2005, RFO Télé Polynésie le charge de renouveler la quotidienne du midi. Fédérant neuf téléspectateurs sur dix, Api Midi, dont il assure l'animation et la production déléguée, est reconduite pour une nouvelle saison.
En 2006 puis 2007 : il présente le Festival International du Film Documentaire Océanien, en français et en anglais. Hervé Bourges, Président du jury, le félicite publiquement à la fin de la cérémonie devant les 600 spectateurs et les médias présents : "Monsieur, je ne vous connaissais pas, mais vous êtes actuellement l'un des meilleurs animateurs au monde".
En 2007, il anime Le Tahiti Show, une adaptation aux saveurs polynésiennes des fameux talk shows de fins de soirées aux États-Unis.
De mars 2008 à mars 2010, il gère en exclusivité la concession d'exploitation de la marque Mister France dont il a relancé et modernisé le concept.
Début 2010, il anime avec Clara Morgane "L'aventure Mister France 2010" sur NRJ 12.
En septembre 2011 Alexandre Taliercio fait sa rentrée sur Polynésie 1re avec "Qui est le Génie ?", un jeu télévisé quotidien diffusé du lundi au vendredi en access prime time à 18h. Un concept inédit qui mêle habilement culture générale et divertissement,,. 
Parallèlement Alexandre Taliercio est le coproducteur exécutif d'une nouvelle émission de télé réalité, "L'Île des vérités", pour la chaîne de télévision NRJ 12 dont le tournage se déroule entre septembre et octobre 2011 en Polynésie française.
En septembre 2011, Alexandre Taliercio est historiquement le premier producteur français ultra-marin à signer un accord de distribution international de ses formats (concepts originaux de programmes télévisés). Ainsi, Absolutely Independant présentera notamment au MIPCOM ou MIPTV les formats de MEGASMEDIA.
La saison 2 de "L'Île des vérités", tournée au mois de septembre 2012 en Polynésie Française, diffusée à partir du lundi 5 novembre 2012 sur la chaîne de la TNT nationale NRJ12 a réservé une surprise : outre son rôle de coproducteur exécutif, Alexandre Taliercio y campe un des personnages principaux, le "guide" des 10 candidats au fil des 40 épisodes de 28 minutes chacun,. Alexandre reprend du service dès le lundi 26 août 2013 sur NRJ12 pour la saison 3 de ce programme, cette fois-ci pour 60 épisodes de 28 minutes chacun au vu du succès remporté préalablement.
Depuis le lundi 15 avril 2013, il est producteur et animateur d'un nouveau jeu télévisé quotidien diffusé à 19h30 sur Tahiti Nui Télévision : "Super Tavirira'a",,. Un concept où deux candidats s'affrontent en devant répondre correctement à des questions de culture générale dont la difficulté et les gains en jeu sont définis par une double roue qu'ils doivent actionner. Celle-ci réservant bien des surprises : des bonus ou malus en fonction des segments sur lesquels tombent les joueurs. 
Le lundi 9 septembre, Alexandre Taliercio annonce lors de la conférence de presse de rentrée de Gulli (chaîne de la TNT nationale destinée aux enfants et aux familles), qu'il sera le coproducteur d'une émission dont il est à l'origine du concept de base avec son associé Olivier Landy-Meersseman : "Tahiti Quest". Un jeu d'aventure où 5 familles composées de deux parents et deux enfants s'affrontent autour d'épreuves basées sur des légendes polynésiennes. Ce "format" a été retravaillé et re-développé avec les équipes de AH! Production dirigée par Antoine Henriquet. Ah! Production et Megasmedia (la société d'Alexandre Taliercio) co-produiront donc ce programme. L'animation sera confiée à Benjamin Castaldi, pour un tournage prévu en octobre 2013 et une diffusion dès janvier 2014. L'émission en est à sa troisième saison, et Benjamin Castaldi parti animer un nouveau jeu sur NRJ12 est remplacé à l'animation par Olivier Minne . 
À noter qu'en mai 2012, Alexandre Taliercio reçoit les honneurs de Paul Gilbert, Senior Vice President Formats de CBS International Studio qui le recommande publiquement par ces mots : "Je recommande Alexandre Taliercio et sa société Megasmedia car il a fait preuve de classe, de professionnalisme et de créativité. Alexandre, avec sa société et son équipe, a un grand potentiel pour devenir dans les quelques années à venir un acteur majeur de l'industrie mondiale de la télévision en tant que créateur de concepts originaux de programmes, de producteur de télévision et d'animateur. Qui aurait cru qu'il était possible de trouver ce genre de talent au milieu de l'océan pacifique ?".
Entre janvier 2015 et juin 2019 Alexandre Taliercio présente du lundi au vendredi de 8h à 11h sur Radio 1 à Tahiti, affiliée Europe 1, le "Radio Show" l, et en plus, de  septembre 2015 à juin 2019 de 11h à midi, quotidiennement aussi, "A vous la Parole", une émission d'actualité interactive où il interviewe des personnalités locales, nationales et étrangères. Tous les matins et depuis 2015 sur la même radio il signe un éditorial/billet d'humeur sans langue de bois qui est devenu le rendez-vous le plus suivi de la bande FM polynésienne à 6h50 lorsqu'il est diffusé (source médiamétrie vague avril 2016). 
De mars à décembre 2016 en plus de ses activités radio il a  produit et animé un nouveau talk show télévisé quotidien d'access prime time sur Polynésie 1re, "Fenua Tonight" diffusé du lundi au vendredi à partir de 17h55. Il réapparait depuis régulièrement sur le petit écran polynésien à l'occasion de la présentation de prime-time événementiels .
Depuis la rentrée des programmes de septembre 2018 il est le producteur de l'émission "Fenua Access" sur TNTV (Tahiti Nui Télévision) diffusée les lundis, mardis, jeudis et vendredis en access prime time local à 17h30.